# ۸۵ (آلبوم)
۸۵ نام اولین آلبوم و اولین اثر رسمی بنیامین بهادری است. این آلبوم دارای ۱۰ قطعه بود که قطعۀ جادوگر گیسو از آن حذف شد.
این آلبوم به صورت اتفاقی در ۱۴ اسفند ۱۳۸۴ به دو صورت لوح فشرده و نوار کاست لو رفت که با ترانهٔ دنیا دیگه مثل تو نداره که بعدها با نام خاطره‌ها در آلبوم ۸۵ قرار داشت، شروع می‌شد. شاعر ترانه‌های این آلبوم سید فرید احمدی و تنظیم اثر برعهدهٔ نیما وارسته بود. همچنین تمامی قطعات این آلبوم در استودیوی شخصی وی (استودیو اولین خانه هنر)؛ تولید، ضبط، میکس و مستر شد. بنیامین در این آلبوم به غیر از خوانندگی، آهنگسازی نیز کرده‌است.

## فهرست ترانه‌ها
| ردیف | آهنگ           |
| ۱    | لکنت           |
| ۲    | عاشق شدم       |
| ۳    | خاطره‌ها        |
| ۴    | اینم بمونه     |
| ۵    | یادم می یاد    |
| ۶    | بی اعتنا       |
| ۷    | من امشب می‌میرم |
| ۸    | ترانه واژه     |
| ۹    | آدم آهنی       |